# (632) Pyrrha
(632) Pyrrha – planetoida z pasa głównego asteroid okrążająca Słońce w ciągu 4 lat i 125 dni w średniej odległości 2,66 j.a. Została odkryta 5 kwietnia 1907 roku w Landessternwarte Heidelberg-Königstuhl w Heidelbergu przez Augusta Kopffa. Nazwa planetoidy pochodzi od Pyrrhy, żony Deukaliona w mitologii greckiej. PRzed jej nadaniem planetoida nosiła oznaczenie tymczasowe (632) 1907 YX.